# José Cruz Herrera
José Cruz Herrera (n. 1 octombrie 1890, La Línea de la Concepción, Andaluzia, Spania – d. 11 august 1972, Casablanca, Casablanca-Settat⁠(d), Maroc) a fost un pictor spaniol care s-a concentrat în principal pe lucrări de gen și pe arta peisajului. A lucrat în Spania, Uruguay, Argentina, Franța și în special Maroc, unde a trăit o mare parte a vieții la Casablanca. Multe dintre lucrările sale sunt expuse la Museo Cruz Herrera din orașul său natal, La Línea de la Concepción (Cadiz).

## Primii ani
Bunicii lui Cruz Herrera au locuit inițial în Cadiz, unde au operat o presă litografică. Abilitățile lor erau solicitate în Gibraltar, condus de britanici, unde tutunul era fabricat și vândut în plicuri. Pentru a satisface cererea de plicuri imprimate și etichete de ambalare, și-au mutat presa în Gibraltar. Nu au putut locui acolo, deoarece era nevoie de o permisiune specială, așa că s-au stabilit în orașul La Línea de la Concepción, condus de spanioli, la granița cu Gibraltar și au traversat granița în fiecare zi pentru a-și opera presa. În 1889, tatăl lui Cruz Herrera, José de la Cruz Garcia, s-a căsătorit cu o localnică – Antonia Herrera Ramírez, în vârstă de 19 ani, nepoata primului primar al La Línea – și a fost el însuși primar al orașului pentru o scurtă perioadă. Opt luni mai târziu, la 1 octombrie 1890, Cruz Herrera s-a născut ca primul dintre șapte copii și a primit numele bunicului său, care, ca și tatăl său, se numea tot José. La naștere a primit numele de José Maria Remigio.

## Cariera artistică
Interesul său pentru artă s-a aprins atunci când i s-a oferit o cutie de vopsele în timpul unei boli din copilărie. S-a apucat să copieze mari lucrări ale picturii clasice ale unor maeștri precum Velázquez, Murillo și Goya. Talentul său a devenit în curând evident și a început să se pregătească în mod formal cu pictorul Juan Aciego la Cádiz. Și-a continuat studiile la Școala de Arte Frumoase din Madrid sub îndrumarea lui Cecilio Pla, înainte de a primi o bursă pentru a studia la Paris și Roma în 1915. În același an, un tablou reprezentând Capela Milei lui Hristos a ducilor de Osuna i-a adus o medalie locul trei la Expoziția Națională de Arte Frumoase din Spania. Ulterior, a mai primit alte câteva premii la această expoziție, inclusiv o distincție în 1920, o medalie locul doi în 1924 și o medalie locul întâi în 1926. De asemenea, a primit o medalie de argint pentru contribuția sa la o expoziție internațională din Panama. S-a concentrat pe lucrări de gen și peisaje, dar este cunoscut cel mai bine ca pictor orientalist, cu o capacitate specială pentru a produce reprezentări atmosferice ale scenelor vieții de zi cu zi din Maroc.
În 1922, Cruz Herrera a călătorit la Montevideo în Uruguay și Buenos Aires în Argentina. În 1929 a plecat în Maroc, unde a lucrat câțiva ani la Casablanca. Ulterior, și-a stabilit un studio la Neuilly-sur-Seine, chiar în afara Parisului, și a contribuit la expozițiile colective din 1934, 1935 și 1936 la Salonul de la Société Nationale des Beaux-Arts. De asemenea, a expus individual în diferite momente și locații – Madrid, Barcelona și Londra în 1912, Anvers în 1931, Casablanca în 1933 și Paris în 1934. După încheierea Războiului Civil Spaniol în 1939, s-a întors în Maroc. În anul următor, Spania i-a acordat lui Cruz Herrera o Cruce de Cavaler în Ordinul Isabellei Catolica, urmată de o distincție de cavaler în Ordinul Civil al lui Alfonso al X-lea cel Înțelept în 1958. A expus în mod regulat pe tot parcursul vieții sale și, în 1964, a donat bisericii parohiale din La Línea o pânză de mari dimensiuni reprezentând Concepția Imaculată. A murit la 11 august 1972 la Casablanca, dar rămășițele sale au fost transferate înapoi la La Línea pentru a fi îngropate acolo.

## Muzeu
Muzeul Cruz Herrera a fost planificat cu câțiva ani înainte de a muri, când în 1970 consiliul din La Línea a fost de acord să deschidă un muzeu municipal de pictură dedicat pictorului. A fost deschis pe 6 aprilie 1975, situat în piața centrală Plaza de Fariñas. Muzeul prezintă 201 dintre lucrările lui Cruz Herrera, organizate în patru săli sub titlurile „Prima epocă”, „Andaluză”, „Araba” și „Antologia”.